# PFK Cherno More Varna
El PFK Cherno More Varna és un club de futbol búlgar de la ciutat de Varna. Cherno More és el nom en búlgar per Mar Negre.

## Història

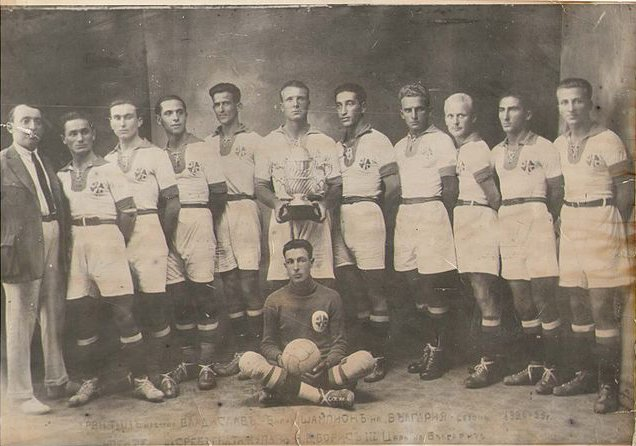
Vladislav Varna campió el 1925.

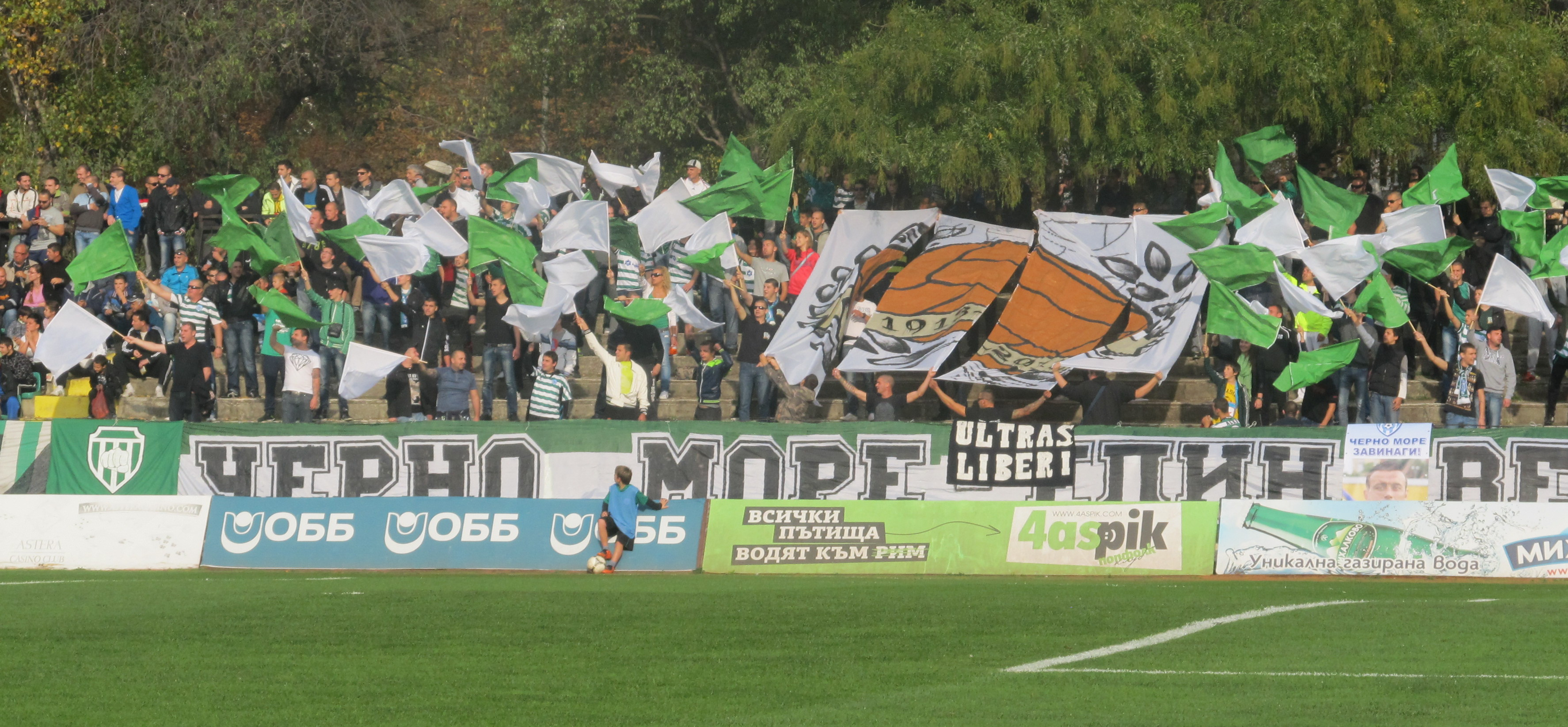
Seguidors.

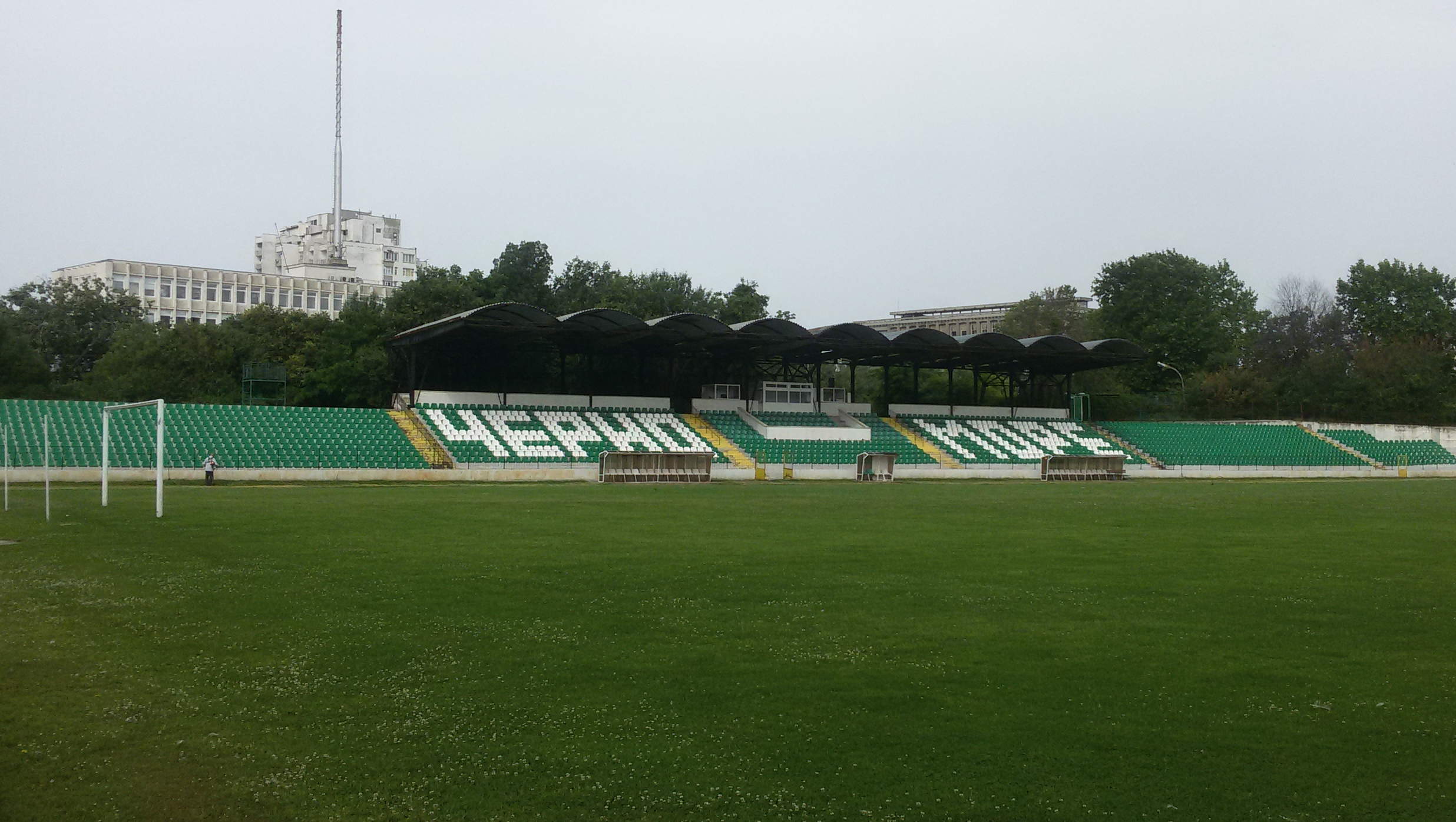
Estadi Ticha.

### Arrels (Ticha i Vladislav)
Cap al 1910, a la ciutat de Varna aparegueren les primeres associacions organitzades de futbol del país. Així aparegué l'associació Galata, que més tard canvià el seu nom pel de Reka Ticha. El següent any es combinà amb l'associació Sportist. El Ticha publicà les primeres regles del futbol al país el 1919. A més d'aquest club també destacaren el Vladislav i el Shipshenski Sokol.
El 21 de gener de 1919 la societat canvià de nom adoptant Ticha Sports Club. Els colors de l'equip eren el vermell i el blanc. Durant els anys 20 i 30 els clubs de Varna foren els millors del país. El Vladislav fou 3 cops campió búlgar i el Ticha un cop.

### Cherno More
L'any 1945 nasqué l'actual club després de la fusió de SK Vladislav i SK Ticha. El club s'ha anomenat de les següents maneres:
- 1945: TV-45 Varna (fusió de SK Vladislav i SK Ticha)
- 1946: TVP Varna
- 1948: Botev Varna
- 1949: Botev Stalin
- 1950: VUS Stalin
- 1956: VUS Varna
- 1956: SKNA Varna
- 1959: VUS Varna
- 1969: fusió amb SD Cherno More Varna i Akademik Varna en SAFD Cherno More Varna
- 1993: FC Cherno More Varna

## Palmarès
- Lliga búlgara de futbol
  - Ticha: 1938
  - Vladislav: 1925, 1926, 1934

## Entrenadors
| - 1925-1926 Ernost Murg (Vladislav) - 1928-1929 Aleksi Aleksiev (Vladislav) - 1932-1934 Nikola Lyutskanov (Ticha) - 1938-1939 Cvetan Dimitrov (Vladislav) - 1948-1960 Ivan Mokanov - 1960-1962 Lozan Kotsev - 1962-1963 Manol Manolov - 1964-1968 Ivan Mokanov - 1968-1972 Gueorgui Dimitrov - 1972-1974 Spas Kirov - 1974-1975 Stoyan Ormandzhiev - 1975-1976 Gueorgui Dimitrov - 1976-1977 Kiril Rakarov - 1977-1979 Ivan Vasilev - 1979-1980 Ivan Mokanov - 1980-1981 Ivan Vasilev - 1981-1983 Spas Kirov - 1983-1985 Todor Velikov - 1985-1989 Bozhil Kolev |  | - 1989-1990 Todor Velikov - 1990-1991 Kevork Tahmisyan - 1991-1992 Todor Velikov - 1992-1994 Bozhil Kolev - 1994-1995 Vachko Marinov - 1995-1996 Nikola Spasov - 1996-1996 Asen Milushev - 1996-1996 Damyan Gueorguiev - 1997-1997 Tsonyo Vasilev - 1997-1997 Todor Marev - 1997-1997 Lyudmil Goranov - 1997-1998 Rudi Minkovski - 1998-1999 Svetozar Svetozarov - 1999-2000 Radi Zdravkov - 2000-2001 Bozhil Kolev - 2001-2002 Aleksandar Stankov - 2002-2004 Velislav Vutzov - 2004-2006 Ilian Iliev - 2006-2007 Yasen Petrov - 2007-present Nikola Spasov |

## Futbolistes destacats
| 1960s - Abil Bilyalov - Stefan Bogomilov - Dimitar Bosnov - Ivan Ivanov - Zdravko Mitev - Stefan Yanev |  | 1970s - Damyan Gueorguiev - Svetozar Svetozarov - Bozhil Kolev - Ivan Andreev - Rafi Rafiev |  | 1980s - Milen Bakardzhiev - Todor Marev 1990s - Ilian Iliev - Veselin Branimirov - Plamen Timnev - Haralambi Haralampiev |  | 2000s - Zdravko Zdravkov - Gueorgui Iliev - Lucio Wagner - Richard Eromoigbe - Ivaylo Petrov - Asen Bukarev |

### Onze ideal de tots els temps
1. Ivan Ivanov
2. Abil Bilyalov
3. Bozhil Kolev
4. Ivan Andreev
5. Dimitar Bosnov
6. Zdravko Mitev
7. Damyan Gueorguiev
8. Stefan Yanev
9. Stefan Bogomilov
10. Todor Marev
11. Svetozar Svetozarov

## Evolució del'uniforme
| 1945 | 1964 | 1970 | 1975 |

| 1982 | 1984 | 1992 | 1995 |

| 1997 | 2001 | 2003 | 2007 |